# استر بیلاروبلا اسکاله
استر بیلاروبلا اسکاله (اسپانیایی: Ester Vilarrubla Escales‎؛ زادهٔ ۱ ژانویهٔ ۱۹۶۵) آموزگار و سیاستمدار اهل آندورا است که از تاریخ ۲۲ مه ۲۰۱۹ در کابینه خاویر اسپوت زامورا سمت وزارت فرهنگ و ورزش آندورا را برعهده دارد.